# Ivan Carmellino
Ivan Carmellino (Borgosesia, 8 settembre 1990) è un pilota di rally italiano.
Residente a Scopa, corre nel Campionato Italiano Velocità su Ghiaccio dal 2009 ed è attualmente il detentore del titolo Italiano e Ice Series nella massima categoria WSC ICE STARS.

## Biografia
È figlio di Silvano Carmellino Pilota con diversi successi nelle corse in salita (Cronoscalata), Autoslalom e Campionato Italiano Velocità Montagna.
Gli esordi motoristici avvengono su un Go kart 60 mini per poi passare a minimoto e successivamente a moto da enduro dove ha sostenuto sia gare regionali sia nazionali.
L'esordio su ghiaccio è avvenuto nel 2008 a bordo di una Lancia Delta prima serie a trazione anteriore dove si è subito imposto nel campionato ICE CUP nella categoria Promotion (2wd) vincendo la sua categoria stagione 2008/2009.
L'anno successivo conquista il titolo ICE CUP nella massima serie ICE STARS (4wd) con una Lancia Delta HF integrale.
Nell'estate 2010 debutta nel mondo dei rally (RALLY RONDE CITTA' DI VARALLO E BORGOSESIA) con una Renault Clio Williams FA7 piazzandosi 5º assoluto nella classifica finale e secondo tempo assoluto nella prima speciale su bagnato.
Nel Luglio 2011 partecipa al FERRANIA MOTORSHOW e si piazza 2º Assoluto
Nell'anno 2012 conquista nuovamente il campionato ICE CUP nella massima categoria ICE STARS con Fiat Grande Punto
Nell'anno 2013 e 2014 riconferma i titoli nella nuova competizione nata sulle ceneri della ICE CUP denominata Ice Series. Nell'anno 2014 viene premiato dal CONI con medaglia di bronzo al valore atletico.
Nel settembre 2014 Ivan partecipa con Ford Fiesta R5 alla competizione Rallycross sul circuito di Franciacorta piazziandosi 6º assoluto nonostante un problema al motore.
Dal 2015 diventa Responsabile Tecnico della Scuola di guida su Ghiaccio presso il circuito invernale Pista Ice Rosa Ring di Riva Valdobbia, vince il titolo ICE Series e il terzo titolo consecutivo del Campionato Italiano Velocità su Ghiaccio.

## Palmarès

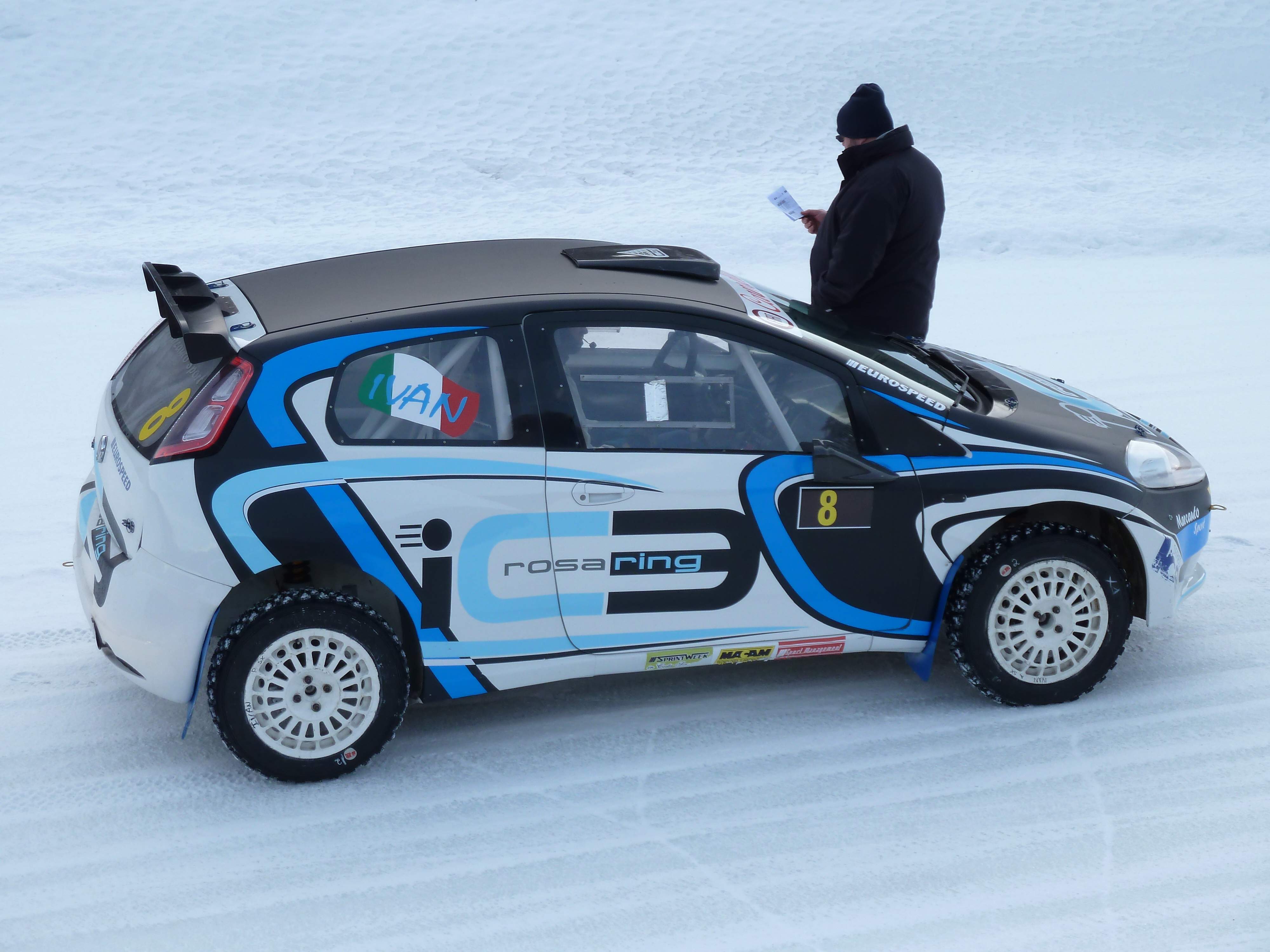
Fiat Grande Punto WSC Carmellino usata nel campionato italiano velocità su ghiaccio ice series

| Stagione | Campionato                     | Categoria                 | Auto                          |
| -------- | ------------------------------ | ------------------------- | ----------------------------- |
| 2009     | Campionato ICE CUP             | Promotion 2 ruote motrici | Lancia Delta 2 ruote motrici  |
| 2010     | Campionato ICE CUP             | WSC 4 ruote motrici       | Lancia Delta HF Integrale WSC |
| 2012     | Campionato ICE CUP             | WSC 4 ruote motrici       | Fiat Grande Punto WSC         |
| 2013     | Ice Series + CIVG              | WSC 4 ruote motrici       | Fiat Grande Punto WSC         |
| 2014     | Ice Series + CIVG              | WSC 4 ruote motrici       | Fiat Grande Punto WSC         |
| 2015     | Ice Series + CIVG              | WSC 4 ruote motrici       | Fiat Grande Punto WSC         |
| 2016     | Ice Series + CIVG              | WSC 4 ruote motrici       | Fiat Grande Punto WSC         |
| 2017     | Campionato Italiano rallycross | Supercar                  | Mitsubishi EVO 2.0T           |
| 2020     | Campionato CIVG                | WSC 4 ruote motrici       | Fiat Grande Punto WSC         |